# Skogskyrkogården
Skogskyrkogarden je lesní hřbitov a krematorium v Stockholmu. Je dílem architekta Erika Gunnara Asplunda a Sigurda Lewerentze z let 1935-1940. Jeho rozloha je přibližně 1 km². Erik Gunnar Asplund byl pověřen vytvořením krematoria na lesním hřbitově v Stockholmu, které se ve výrazné míře zabývalo i krajinou a krajinnými úpravami, jeho práce na tomto projektu začala v roce 1915. Lesní hřbitov byl založen v roce 1917. Návštěvníci přicházejí chodníkem z lomového kamene na vyhlídku, prostor odkud mohou pozorovat krajinu. Kamennou rampou se pak dostávají k samotnému objektu krematoria.
Do exteriéru otevřená část objektu s jednoduchým sloupovím tvoří nejvýraznější kompoziční prvek. Je propojena s exteriérem a tvoří mezičlánek mezi prostorami krematoria a krajinným prostředím. Budova obsahuje dvě menší a jednu velkou kapli, které jsou propojeny technickým zařízením ve spodním podlaží. Kaple mají symbolické názvy - je zde kaple svatého kříže, kaple naděje a kaple víry. Aby se navzájem nerušily jednotlivé kaple, architekt mezi ně vložil prostory menších zahrad. Monumentalita zde byla podle slov Asplunda vyhrazena „biblické“ krajině. Asplund a Lewerentz se inspirovali posvátnými místy antických Řeků, a Římanů, je tu cítit obrácení se k přírodě.
Lesní krematorium ve Stockholmu bylo v roce 1994 zařazeno do seznamu světového kulturního dědictví UNESCO.
Projekt krematoria s lesním hřbitovem od Asplunda s Lewerentzem se stal jedním z inspiračních zdrojů pro krematorium v Bratislavě od architekta Ferdinanda Milučkého, kde se moderní architektura podobně snaží najít symbiózu s krajinným prostředím.

## Pohřbené osobnosti
- Gunnar Asplund (1885–1940), švédský architekt
- Tim Bergling (1989–2018), švédský DJ, hudební producent
- Greta Garbo (1905–1990), švédská filmová herečka
- Eyvind Johnson (1900–1976), švédský spisovatel, nositel Nobelovy ceny za literaturu
- Pelle Lindbergh (1959–1985), švédský hokejový brankář
- Ivar Lo-Johansson (1901–1990), švédský spisovatel
- Torsten Ralf (1901–1954), švédský operní pěvec
- Lennart „Nacka“ Skoglund (1929–1975), švédský fotbalista
- Marie Under (1883–1980), estonská básnířka a překladatelka
- Per Yngve Ohlin (1969–1991), švédský zpěvák
- Thomas Börje Olov Forsberg "Quorthon" (1966-2004), švédský metalový zpěvák, skladatel, multiinstrumentalista

## Fotogalerie

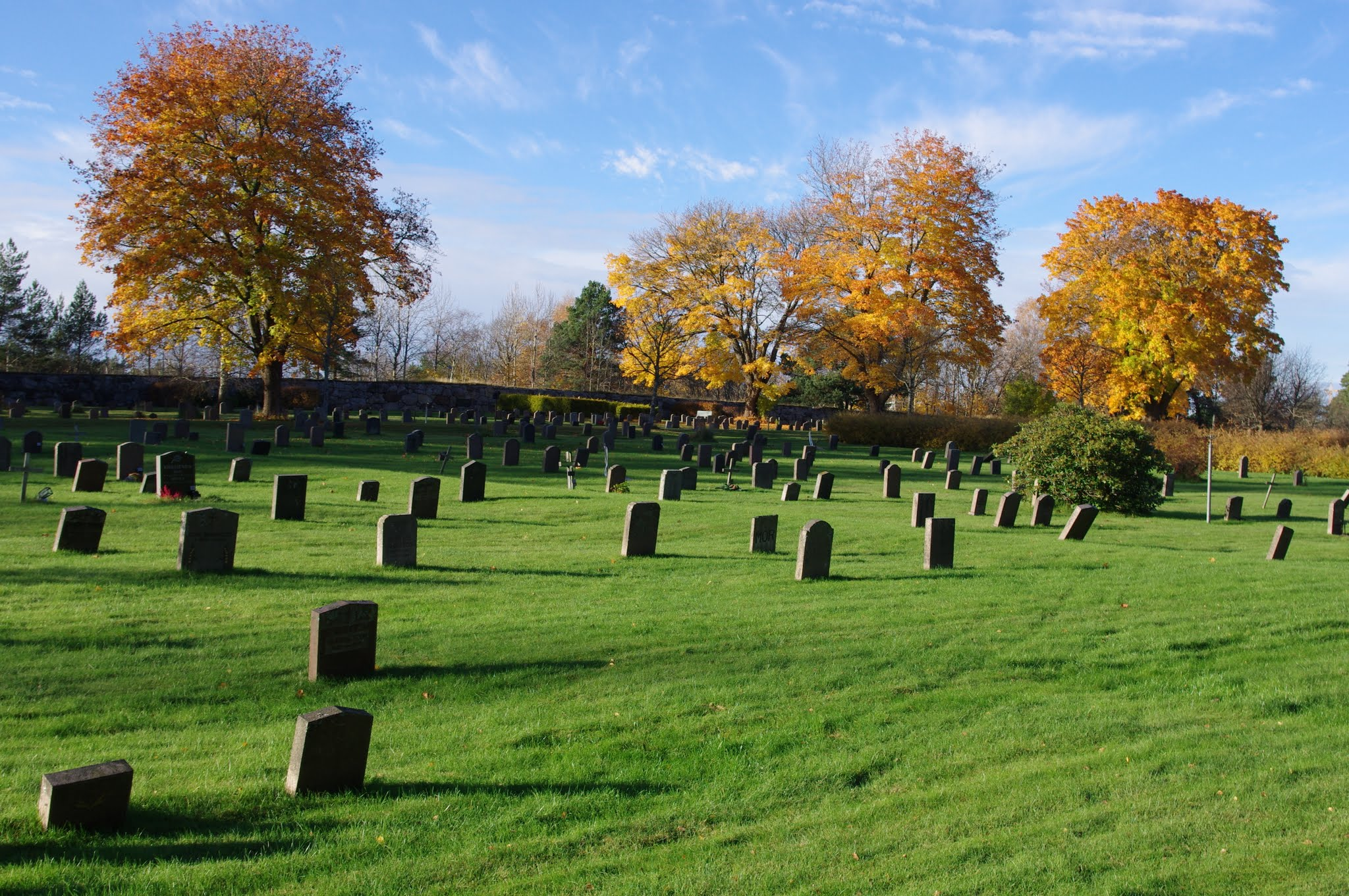
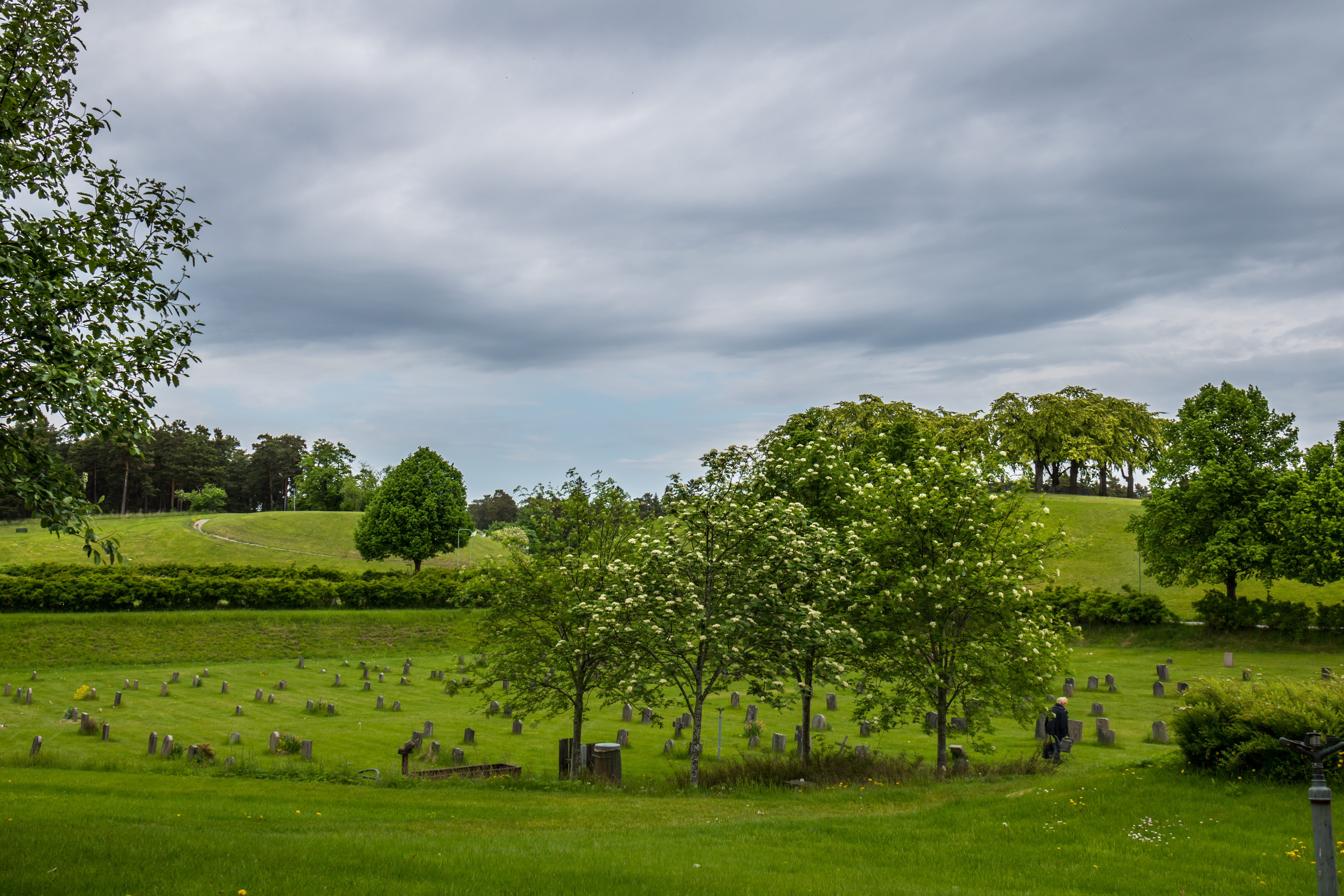
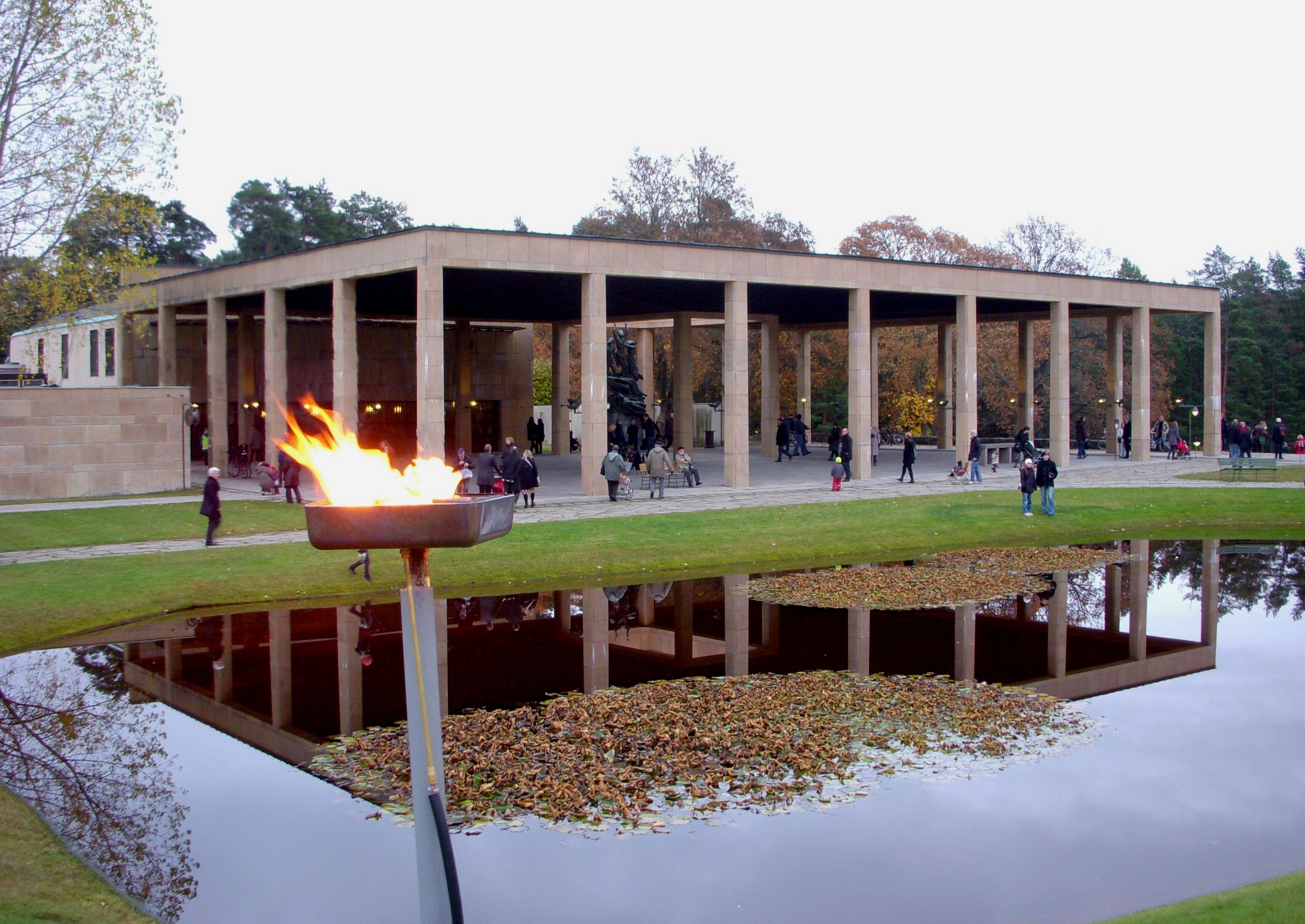
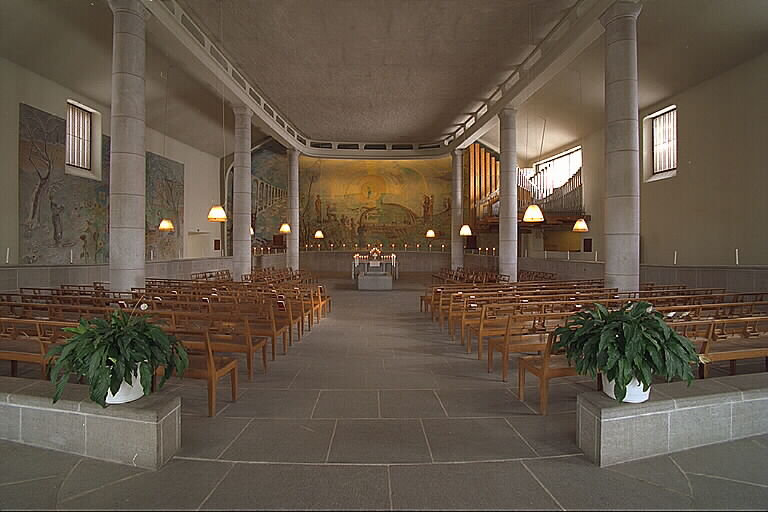
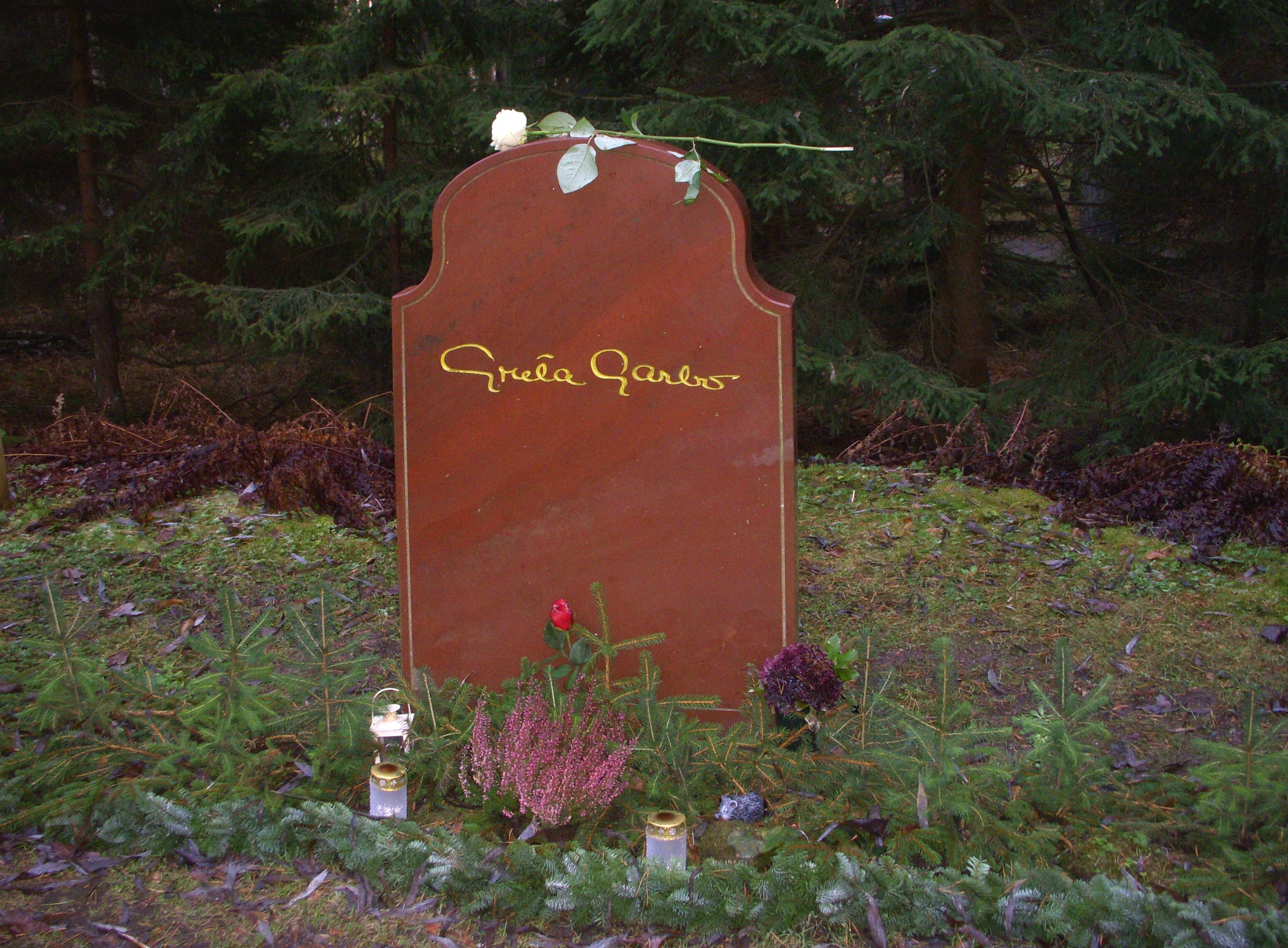